# 미스티 (드라마)
《미스티》는 2018년 2월 2일부터 2018년 3월 24일까지 방송된 JTBC 금토 드라마이다.

## 줄거리
살인사건의 용의자로 지목된 대한민국 최고의 앵커. 그녀의 변호인이 된 남편. 그들이 믿었던 사랑, 그 민낯을 보여주는 격정 미스테리 멜로 드라마.

## 등장인물

### 주요 인물
- 김남주 : 고혜란 역 (아역 박시우) - JBC 사회부 기자 출신인 인기 메인 앵커
- 지진희 : 강태욱 역 - 국선 변호사, 고혜란의 남편
- 전혜진 : 서은주 역 (아역 박가람) - 이재영의 아내, 학창 시절 고혜란의 절친
- 임태경 : 하명우 역 (아역 서지훈) - 전과자, 고혜란의 흑기사
- 고준 : 이재영 역 - 금의환향한 프로골퍼, 고혜란에게 버림받은 전 연인, 바람둥이
- 진기주 : 한지원 역 - 고혜란의 후배이자 라이벌, 이재영의 불륜녀
- 안내상 : 강기준 역 - 강남서 강력 3반 팀장

### JBC 보도국
- 이경영 : 장규석 역 - JBC 보도국 국장
- 이성욱 : 오대웅 역 - JBC 보도국 뉴스나인 팀장. 일명 웅팀장
- 구자성 : 곽기석 역 - JBC 보도국 소속 카메라 기자
- 이아현 : 이연정 역 - 아나운서. 고혜란의 선배

### 그 외 인물
- 김형종 : 변우현 역 - 검사. 이연정의 남편. 강태욱의 연수원 동기
- 이준혁 : 정기찬 역 - 강태욱 변호사 사무실의 사무장
- 김수진 : 윤송이 역 - 여성잡지 기자
- 강득종 : 최기섭 역 - 강남서 형사과장
- 신강우 : 박성재 역 - 강남서 형사
- 전국환 : 강태욱의 아버지 역
- 김보연 : 강태욱의 어머니 역
- 연운경 : 이영실 역 - 고혜란의 어머니
- 정영기 : 백동현 역 - 이재영의 매니저
- 김범수 : 김범수 역 - 올해의 언론인상 시상자
- 곽민석 : 한기훈 역
- 이상이
- 명지연
- 구본석
- 손광업 : 고선배 역
- 양대혁 : FD 역
- 이남희 : 목격자 역
- 조재완
- 양희명
- 서병덕
- 이도현
- 이태형
- 오주환
- 이도윤
- 조수혁
- 고만규 : 카메라 스텝 역
- 김광태
- 윤봉길 : 교도관 역
- 김정학 : 청와대홍보비서관 역
- 하은
- 김형묵 : 윤호영 역 홍보수석 역
- 이승준 : 마켓팅직원 역
- 전은혜
- 이주석
- 양영조
- 맹봉학
- 이규섭
- 남경읍 : 강인한 역 - 강율로펌 대표
- 김명곤 : 정대한 역 - 전 청와대 민정수석
- 한기중
- 최범호
- 이태호
- 진현광
- 최익준
- 황인준
- 민대식
- 강찬양
- 한중기
- 최승일
- 전진기 : 부장검사 역
- 신선희
- 박건락
- 박소연
- 정명준
- 김준희
- 해선
- 이세욱
- 강충훈
- 진수남
- 육효명
- 오승찬
- 손인용
- 강후재
- 송현진
- 선아린
- 임정민
- 이진승
- 정현우
- 이관영
- 임용순
- 강철성
- 김왕도
- 권혁

### 특별출연
- 한석준
- 송민교
- 이금희

## 촬영지
- 파라다이스시티
- 부영송도타워
- 더 레스토랑
- 약현성당
- 프라야 팔라조 호텔

## 시청률
최저 시청률과 최고 시청률은 시청률 조사회사와 지역별로 시청률에 차이가 있을 수 있습니다.
| 2018년      | 2018년      | 2018년      | 2018년     | 2018년      |
| 회차        | 방송일      | 부제        | AGB 시청률 | TNmS 시청률 |
| ----------- | ----------- | ----------- | ---------- | ----------- |
| 제1회       | 2월 2일     | 균열        | 3.473%     | 3.7%        |
| 제2회       | 2월 3일     | 도발        | 5.074%     | 4.4%        |
| 제3회       | 2월 9일     | 이면        | 3.885%     | 3.2%        |
| 제4회       | 2월 10일    | 나락        | 4.789%     | 4.1%        |
| 제5회       | 2월 16일    | 추문        | 5.390%     | 4.7%        |
| 제6회       | 2월 17일    | 변수        | 7.081%     | 5.9%        |
| 제7회       | 2월 23일    | 비밀        | 5.965%     | 6.5%        |
| 제8회       | 2월 24일    | 단죄        | 6.324%     | 4.7%        |
| 제9회       | 3월 2일     | 고립        | 6.870%     | 6.0%        |
| 제10회      | 3월 3일     | 위협        | 7.693%     | 7.8%        |
| 제11회      | 3월 9일     | 고백        | 6.658%     | 5.6%        |
| 제12회      | 3월 10일    | 복심        | 6.868%     | 7.0%        |
| 제13회      | 3월 16일    | 위증        | 7.476%     | 6.4%        |
| 제14회      | 3월 17일    | 진실        | 8.058%     | 7.4%        |
| 제15회      | 3월 23일    | 무망        | 7.266%     | 6.6%        |
| 제16회      | 3월 24일    | 연무        | 8.452%     | 7.9%        |
| 평균 시청률 | 평균 시청률 | 평균 시청률 | 6.333%     | 5.7%        |

## OST
- Part.1 : 사랑은 아프다 (이승철) (발매일 : 2018년 2월 17일)
- Part.2 : Knockin' on Heaven's Door (클랑) (발매일 : 2018년 2월 23일)
- Part.3 : Someday (이승철) (발매일 : 2018년 3월 2일)
- Part.4 : 영원 (민영기) (발매일 : 2018년 3월 10일)
- Part.5 : 그 길에 (임한별) (발매일 : 2018년 3월 17일)

## 같이 보기
- 대한민국의 텔레비전 드라마 목록 (ㅁ)
- 2018년 대한민국의 텔레비전 드라마 목록